# Vasil Shkurtaj
Vasil Shkurtaj, född Vassilis Skourtis (grekiska: Βασίλη Σκούρτη) 27 februari 1992 i Chania, är en albansk fotbollsspelare (anfallare) som spelar för kinesiska Jiangxi Beidamen. Han har tidigare spelat för bland annat den grekiska klubben Asteras Tripolis. 

## Karriär
Shkurtaj föddes i staden Chania på den grekiska ön Kreta. Han inledde sin spelarkarriär i hemortens klubb Chania FC år 2001 och han spelade där fram till 2006. Som ungdom spelade han för ytterligare tre klubbar: Jong Ajax i Nederländerna, Olympiakos FC i Grekland och SS Lazio i Italien. Till Lazio kom han genom den tidigare albanske landslagsanfallaren Igli Tare.
Han inledde sin seniorkarriär 2010 i Panionios FC i Grekiska Superligan. Han lånades efter en säsong ut till Thrasyvoulos FC i Grekiska Fotbollsligan (division 2 i seriesystemet). Säsongen 2011/2012 spelade han i Platanias FC, från Chania, i fotbollsligan. Samma säsong flyttade han till Portugal för spel i Vilaverdense och Tondela i Portugals division 3 respektive 2. Den 25 september 2013 värvades han av Roda JC i Nederländerna. Han spelade knappt ett år i klubben och gjorde 1 mål på 8 matcher i A-laget. I juli 2014 värvades han till Niki Volos FC i Grekiska Superligan och året därpå flyttade han till Asteras Tripolis.
2019 skrev han på för FK Kukësi i den albanska förstaligan.

## Klubbstatistik
| Klubb            | Säsong         | Liga                   | Liga    | Liga | Cup     | Cup | Kontinental | Kontinental | Totalt  | Totalt |
| Klubb            | Säsong         | Division               | Matcher | Mål  | Matcher | Mål | Matcher     | Mål         | Matcher | Mål    |
| ---------------- | -------------- | ---------------------- | ------- | ---- | ------- | --- | ----------- | ----------- | ------- | ------ |
| Panionios        | 2010/2011      | Grekiska Superligan    | 3       | 0    | 0       | 0   | 0           | 0           | 3       | 0      |
| Thrasyvoulos     | 2010/2011      | Grekiska Fotbollsligan | 7       | 0    | 0       | 0   | 0           | 0           | 7       | 0      |
| Platanias        | 2011/2012      | Grekiska Fotbollsligan | 0       | 0    | 0       | 0   | 0           | 0           | 0       | 0      |
| Vilaverdense     | 2011/2012      | Tredjedivisionen       | 15      | 3    | 0       | 0   | 0           | 0           | 15      | 3      |
| Tondela          | 2012/2013      | Segunda Liga           | 9       | 2    | 4       | 0   | 0           | 0           | 13      | 2      |
| Roda             | 2013/2014      | Eredivisie             | 8       | 1    | 1       | 0   | 0           | 0           | 9       | 1      |
| Niki Volos       | 2014/2015      | Grekiska Superligan    | 10      | 4    | 1       | 0   | 0           | 0           | 11      | 4      |
| Asteras Tripolis | 2014/2015      | Grekiska Superligan    | 4       | 3    | 0       | 0   | 0           | 0           | 4       | 3      |
| Asteras Tripolis | 2015/2016      | Grekiska Superligan    | 5       | 1    | 1       | 2   | 2           | 0           | 8       | 3      |
| Karriär totalt   | Karriär totalt | Karriär totalt         | 61      | 14   | 7       | 2   | 2           | 0           | 70      | 16     |